# Antimitra
Antimitra là một chi ốc biển, là động vật thân mềm chân bụng sống ở biển trong họ Clathurellidae.

## Các loài
Các loài thuộc chi Antimitra bao gồm:
- Antimitra aegrota (Reeve, 1845)[2]
- Antimitra crenulata (Pease, 1868)[3]
- Antimitra lirata (Adams A., 1865)[4]